# Митридат VI
Митрида́т VI Евпатор (др.-греч. Μιθραδάτης Στ' Εὐπάτωρ, лат. Mithridates или Митридат Понтийский — латинизированная форма, также имевший прозвища Дионис (др.-греч. Διόνυσος) и Великий; 132 до н. э., Синоп, Понтийское царство — 63 до н. э., Пантикапей, Боспорское царство) — царь Понта, правивший в 120—63 годы до н. э. Августин называет Митридата «царём Азии» (лат. rex Asiae).
После гибели отца ему пришлось покинуть родину, так как мать не желала видеть собственного сына новым правителем. Возвратившись домой, он начал расширять изначальные владения, подчинив своей власти Колхиду, Боспор, Пафлагонию, Каппадокию и Галатию. После этого он переключил своё внимание на Вифинское царство, которое было последним независимым соседом Понтийского царства, стоявшим на страже интересов Рима.
Понтийские цари уже давно имели претензии к Римской республике, и Евпатор трижды боролся с этим государством, успев столкнуться на полях сражений с величайшими полководцами той эпохи: Суллой, Лукуллом и Гнеем Помпеем. Но в итоге Малая Азия досталась наследникам Ромула и Рема, одолевшим последнего великого царя эллинистического Востока.

## Юность

### Происхождение
[Затем Митридат сказал], что если он вздумает считаться знатностью с римскими царями, то окажется славнее этого скопища бродяг; что среди предков со стороны отца он может назвать Кира и Дария, основателей Персидского государства, а со стороны матери он происходит от Александра Великого и Селевка Никатора, основателей Македонской державы.
Митридат родился в городе Синопа, расположенном на побережье Чёрного моря и принадлежавшем Понтийскому царству. Являлся первенцем Лаодики VI и понтийского царя Митридата V Эвергета (правил в 150—120 г. до н. э.).
Предками Митридата Евпатора были представители знатнейших македонских и персидских родов:
- Лаодика VI была дочерью правителя государства Селевкидов Антиоха IV и его родной сестры Лаодики IV из греко-македонской династии Селевкидов, основатель которой Селевк I Никатор был одним из полководцев и диадохов Александра Македонского.
- Митридат V Эвергет был наследником царя Понта Фарнака I и его кузины Нисы. Основателем династии понтийских царей был Митридат I Ктист — родственник персидского царя Дария III[6], от которого происходило шесть поколений понтийских царей (Плутарх упоминает о восьми правителях эллинистического Понта[7]). В свою очередь, Дарий III вёл свой род от Отана (участника убийства царя Гауматы), чьи наследники долгое время были сатрапами Каппадокии. Таким образом, понтийские цари имели обоснованное право считать себя преемниками как Ахеменидов, так и Отанидов[8].

### Воспитание
Воспитанием царевича руководила его мать Лаодика VI, и согласно обычаям он обучался вместе с персами и греками. Во время учёбы он показал свою высокоодарённость, превзойдя остальных в изучении греческой письменности, культуры и религии. Помимо этого он с большим удовольствием занимался воинскими упражнениями, верховой ездой и охотой на диких зверей, входившими в обязательную программу обучения представителей знатных персидских родов.

## Обретение престола. ЦарьМалой Армении
Будущее величие Митридата предсказывали даже небесные знамения. Ибо и в тот год, когда он родился, и в тот год, как начал царствовать, в течение семидесяти дней была видна комета, которая светила так ярко, что, казалось, будто всё небо пылает огнём. По величине она занимала четвёртую часть неба, а блеском своим затмевала солнечный свет, между восходом её и заходом проходило четыре часа.
Митридат V Эвергет был отравлен в 120 году до нашей эры в городе Синопа. Покойный передал своё царство под совместное правление Лаодики VI, Митридата и его младшего брата Митридата Хреста. Сыновья не достигли совершеннолетия, и в качестве регента страной управляла их мать. Регентство Лаодики длилось с 120 по 113 год и было отмечено интригами против Евпатора и возвышением Хреста.
Старший сын Эвергета не зря опасался за свою жизнь, так как убийство царственных родственников было привычным делом в эллинистических государствах. Правительница Сирии Клеопатра Тея убила своего мужа, после чего правила страной от имени родных детей. Это не помешало ей убить старшего сына Селевка V (заявившего о праве на престол), и попытаться отравить младшего — Антиоха VIII Грипа. А вдова царя Каппадокии Ариарата Филопатора Ниса ради продления собственной власти убила своих пятерых сыновей.
Опасаясь за свою жизнь, старший сын Эвергета бежал в Малую Армению, чей правитель Антипатр принял его под своё покровительство и в итоге завещал собственные владения. Между 116—113 годами до н. э. Митридат вернулся в Понт, и был провозглашён царём. Он пощадил свою мать и брата, и сохранил им жизнь. Лаодика VI умерла в тюрьме или по естественным причинам, или была убита по приказу сына. Хрест в 113 году был убит за участие в заговоре против правящего родственника. После их смерти Евпатор устроил торжественные похороны.
По персидским обычаям Митридат женился на своей юной сестре Лаодике, тем самым сохраняя чистоту правящей династии. В свою очередь супруга являлась соправителем, и получала возможность защитить права законных детей царя.

## Расширение владений

### Борьба со скифами
Из союзного Херсонеса Митридат получил мольбу о помощи в борьбе со скифами, так как имевшийся понтийский отряд не мог их одолеть. Царь отправил туда своего полководца Диофанта с 6 тысячами воинов. Высадившись на побережье, понтийцы смогли разбить 50-тысячное войско роксоланов, бывших союзниками скифского царя Палака. После этого были подчинены племена тавров, а на их владениях была заложена крепость Евпаторий.
После этого Диофант отплыл в соседнее Боспорское царство для переговоров с царём Перисадом V. Вернувшись в Херсонес, полководец весной 111 года смог захватить несколько скифских городов, включая их столицу Неаполь Скифский. Причиной этого стали претензии братьев Палака на престол и отказ Боспора следовать союзному договору. После этого понтийский генерал вернулся на родину, а Херсонес и Ольвия признали власть Митридата.

### Последний Спартокид
Выросший при дворе Парисада Диофант имел большое влияние на Боспоре, и с его помощью было достигнуто соглашение о наследовании царства Евпатором. Но этим была недовольна скифская аристократия во главе со Савмаком, который убил боспорского государя. Мятежников поддержала только западная часть царства, а восточная сохранила верность Митридату. Диофанту пришлось уплыть из Пантикапея в Херсонес, а заручившись поддержкой горожан — отправиться на Понт.
Весной 108 года войско понтийского стратега выступило из Херсонеса, и к началу 107 года до н. э. освободило Феодосию и Пантикапей. Савмак был пленён и отправлен на материк, со скифскими вождями были заключены союзные договоры, а в крепостях разместились понтийские гарнизоны.

### Присоединение Колхиды
Греческий мир уже давно был знаком с Колхидой, дорогами которой возвращались домой участники похода десяти тысяч. Да и понтийцы со второй половины IV века до н. э. торговали с жителями этой страны. К I веку до н. э. Колхида являла собой раздробленное государство без централизованного управления. На побережье располагались античные города, а оставшиеся владения были разделены на скиптухии, номинально подчинявшиеся колхскому царю.
Получив под свою власть Малую Армению, Евпатор направил в Колхиду собственные войска, которые заняли долину Фасиса. Там находилась столица царства, и подчинив её, Митридат объявил себя наследником колхских правителей и персидских сатрапов, тем самым присоединив племена к югу от Фасиса. На севере от Фасиса жили местные цари из династии Аэтидов, и в борьбе с ними Митридат использовал как военную силу, так и подкуп.
В итоге страна была покорена между 105—90 годами и преобразована в сатрапию. Во главе её был поставлен сын понтийского царя Аркафий, управлявший ей до начала 80-х годов до н. э. На территории Колхиды размещались гарнизоны, а греческие города вошли в состав Понта в качестве самостоятельных единиц, получив право выпускать собственную медную монету.
Страбон сообщает следующее:

Митридат Евпатор стал владыкой Колхиды и всех этих стран, уступленных ему Антипатром, сыном Сисиды. Митридат проявлял столь большую заботу об этих областях, что построил там 75 укреплений, где и хранил большую часть своих сокровищ.
— Страбон. «География» Книга XII. Глава III

## Азиатские дела

### Предыстория
К началу правления Митридата Евпатора, Римская республика имела большое влияние на всю Малую Азию. Борьба с Селевкидами позволила ей заручиться поддержкой местных государств, особо тесно с Римом сотрудничали Пергамское царство и Вифиния.
Весной 133 года до н. э. умер бездетный царь Пергама Аттал III, завещавший свою родину Риму. С этим не согласился его незаконнорождённый сын Аристоник, организовавший мощный мятеж. В его подавлении участвовали как римские войска, так и воины соседних царств. За помощь в подавлении восстания их правители получили хорошие дары: понтийский царь Митридат V Эвергет овладел Великой Фригией, сыновья правителя Каппадокии Ариарата получили Ликаонию и часть Киликии, а Вифинии досталась часть Фригии. На оставшейся части Пергама была создана римская провинция Азия, к которой была добавлена отторгнутая от Родоса Кария.
Убийство Митридата Эвергета вызвало разговоры о выгоде этого события Вечному городу. Вдова царя Лаодика в 120/119 году до н. э. отказалась от контроля над Великой Фригией, которую римляне сделали свободной, но в 116 году демонстративно присоединили к своим владениям. С этого момента римские и италийские ростовщики ещё более активно начали прибирать к своим рукам экономику Малой Азии, вызывая ненависть местного населения. Таким образом, Митридат VI не мог равнодушно взирать на ситуацию в этом регионе.

### Альянс с Вифинией
Так как Митридат уже считал себя равным по величию с народом римским, то он дал гордый ответ: ему досталось на долю царство, на которое имел наследственные права его отец; он удивляется, почему оспаривают у него то, чего у отца его не оспаривали. Не испугавшись угроз, он захватывает ещё и Галатию.Так как Никомед не мог сослаться ни на какое право, он ответил, что возвратит законному царю. А затем он меняет имя своего сына на имя Пилемена, которое носили пафлагонские цари, и под предлогом, что он якобы вернул царство отпрыску пафлагонского царского рода, удерживает Пафлагонию за собой на основании этого ложного имени. Так послы вернулись в Рим, став жертвой издевательства.
В 109—108 гг. Митридат вместе с несколькими друзьями отправился в тайную поездку по Пафлагонии, Вифинии и римской провинции Азия. Так он смог получить данные о состоянии дел в этих областях, а также заручиться поддержкой части местных элит. Помимо этого был заключён альянс с правителем Вифинии Никомедом III. Вернувшись домой, Дионис смог раскрыть заговор, составленный его женой Лаодикой. За это она была казнена.
После этого Дионис повелел организовать воинские учения, и в 106/105 году войска Понта и Вифинии захватили Пафлагонию. Местный царский род недавно прекратился, а местные династы (правители, подчинявшиеся царю, и обладавшие военной и гражданской властью в предоставленной области) не смогли оказать серьёзного сопротивления. Страна была разделена следующим образом: к Понту отходило побережье до Гераклеи Понтийской и долина реки Амний, а Вифиния получала внутренние районы.
Местное население просило Рим оказать давление на оккупантов. Его послы прибыли ко дворам обоих правителей, но Митридат и Никомед не желали отказываться от захваченных земель. Впрочем, Рим был занят войнами с кимврами, и не отреагировал серьёзным образом на политические изменения на востоке.

### Каппадокийский трон
До походов Александра Македонского Каппадокия и Понт входили в единую сатрапию, и связи между ними всегда были крепки. Основатель понтийской династии Митридат Ксист первоначально владел частью Каппадокии, и эта область издавна интересовала его преемников. Местный царь Ариарат VI в 116 году был убит магнатом Гордием, союзником Митридата Евпатора.
Страной от имени малолетнего сына покойного Ариарата VII стала править его вдова — сестра Митридата Лаодика. Однако в 103/102 гг. произошло вторжение вифинских войск. Евпатор направил на помощь своей родственнице войско, но она отказалась от этого дара, выйдя замуж за Никомеда. Судя по всему, правительница опасалась своего жестокого родственника, который мог полностью избавиться от царской династии Каппадокии, и присоединить её к своим владениям. Однако Дионис заявил о намерении защитить права Ариарата VII, и понтийцы быстро очистили страну от интервентов.
После этого понтийский владыка попросил племянника вернуть в страну Гордия, а услышав отказ — начал войну. Евпатор собрал большое войско: 80 000 пехотинцев, 10 000 всадников и 600 серпоносных колесниц, но и у Ариарата была неменьшая армия. Тогда царь решил хитростью выиграть войну:
Он склонил юношу на переговоры [и явился на них], спрятав под одеждой кинжал. По царскому обычаю Ариарат послал к Митридату человека, который должен был его обыскать. Когда этот человек стал особенно тщательно ощупывать у Митридата нижнюю часть живота, Митридат сказал, что боится, как бы обыскивающий не нашёл там кинжала совсем другого рода, чем тот, какой он ищет. Так, прикрыв коварство шуткой, Митридат отозвал Ариарата в сторону от его друзей, как будто желая что-то сообщить ему тайно, и убил на глазах и своего, и его войска.
После этого каппадокийцы отказались от сопротивления. Управлять страной в 100 году до н. э. был поставлен сын Митридата — Ариарат IX Евсевий, а регентом стал Гордий. Понтийские наместники принялись усиленно обирать население новой области, чем вызвали восстание. Народ призвал на трон брата Ариарата VII — Ариарата VIII. Тому удалось на время изгнать понтийцев, но позже бежал из страны и умер от болезни.
Никомед отправил в Рим Лаодику, которая говорила о наличии ещё одного сына от брака с Ариаратом VI. А Дионис утверждал, что Ариарат IX — сын царя Каппадокии Ариарата V. В это время Дионис встретился с бывшим римским консулом Гаем Марием, который сказал царю: «Либо постарайся накопить больше сил, чем у римлян, либо молчи и делай, что тебе приказывают».
Сенат выпустил специальное постановление, по которому земли Пафлагонии и Каппадокии должны были быть оставлены вифинцами и понтийцами. Местное население получало свободу, но каппадокийцы в 96 г. до н. э. провели выборы нового царя. Несмотря на участие Гордия, в них победил Ариобарзан I, придерживавшийся проримской политики.
В 94 году до н. э. Митридат смог заключить союз с правителем Армении Тиграном II, выдав за него свою дочь Клеопатру. После этого он попросил союзника вернуть престол Каппадокии своему сыну Ариарату, на что получил согласие. Войско под руководством Гордия быстро изгнало ставленника римлян, но римский полководец Сулла смог вернуть престол Ариобарзану. Митридат решил не оказывать сопротивления представителям Вечного города.

### Вифинская смута
В 94 году до н. э. неожиданно скончался царь Вифинии Никомед III, оставивший двух незаконнорождённых детей: Никомеда IV и Сократа. Новым правителем стал первый из них, и вскоре после этого погибла жена покойного Лаодика и его сестра. Филопатор женился на дочери Ариарата VI и Лаодики Нисе, которая смогла настроить супруга против Сократа, и тот бежал на Понт, где получил прозвище Хрест (Добрый, Благой).
Покровитель политического беженца не остался в долгу: на Филопатора было совершено покушение, но наёмный убийца Александр не смог выполнить поставленную задачу. Сократ отправил в Рим послов, которые объявили о его правах на престол Вифинии, но эта затея не увенчалась успехом, а с речью в защиту Никомеда выступил сенатор Квинт Гортензий Гортал. После этого Сократ оказался в родном городе Кизик, где убил собственную сестру. Вызвав недовольство горожан, он возвратился в Понтийское царство, избежав пленения воинами Никомеда.
В 91 году до н. э. Евпатор предоставил изгнаннику деньги и войска, и тот смог изгнать своего сводного брата. Одновременно войска Митридата и Тиграна вторглись в Каппадокию и снова изгнали оттуда Ариобарзана. Свергнутые правители предстали перед Сенатом, который постановил консуляру Манию Аквилию и наместнику провинции Азия Луцию Кассию оказать военную помощь государям. Митридату было предписано оказать содействие, но он отказался, напомнив об отнятых у Понта Фригии и Каппадокии. Но вскоре он изменил своё решение: Сократ был убит, а римские послы могли отправиться в Понт, дабы убедиться в мирных намерениях его царя.
Вифиния и Каппадокия были возвращены прежним хозяевам римским оружием, хотя пришлось также использовать галатов и фригийцев. Несмотря на восстановление статуса-кво, сложившееся положение дел не устраивало ни Митридата, ни Рим.

## Первая Митридатова война

### Провокация
Покончив со сторонниками Хреста, вифинский царь столкнулся с крупными долгами римским должностным лицам и ростовщикам. Но эта дилемма имела простое решение: Никомед должен был вторгнуться в Понт. Взамен республика защитит его от ответной реакции Митридата, ну а Филопатр пополнит свою казну.
Вифинцы ограбили местность вплоть до Амастрии, а флот блокировал Боспор Фракийский, нанеся сильный урон вражеской торговле. Митридат приказал своим войскам не оказывать сопротивления и отступать, позволив агрессорам возвратиться домой. После этого он отправил к римлянам Пелопида. Посол потребовал их вмешаться в разгорающийся конфликт, повлияв на Никомеда или позволив понтийцам нанести ответный удар. На это он услышал следующее: Мы бы не хотели, чтобы и Митридат потерпел что-либо неприятное от Никомеда, но мы не потерпим, чтобы против Никомеда была начата война: мы считаем, что не в интересах римлян, чтобы Никомед потерпел ущерб.

### Борьба с Никомедом
Руководство провинции Азия сформировало три армии, в которые вошли 40 000 пехотинцев и 4000 всадников. Рекруты набирались из Вифинии, Галатии, Каппадокии и Пафлагонии. Войско под властью Кассия заняло место у границы Вифинии и Галатии, Аквилий расположился в Вифинии, а полководец Квинт Оппий — в Каппадокии, римский флот под командованием Минуция Руфа и Гая Попилия расположился у Византия, блокировав вход в Эгейское море.
Митридат обладал армией в 250 000 пехотинцев и 40 000 всадников, а также флотом, который насчитывал 300 военных судов. Помимо этого присутствовали вспомогательные войска: Аркафий привел из Малой Армении 10 000 всадников, а также 130 боевых колесниц. Также Понт имел многочисленных союзников: Египет, Сирию, Армению, Афины и киликийских пиратов, а также некоторые фракийские племена, хотя в этой борьбе помощь смогли оказать лишь некоторые из них.
Никомед, собравший 50 000 пехотинцев и 6000 единиц кавалерии, направился в Понт. Царский полководец Архелай встретил противника у реки Амний. Понтийцы уступали в численности, и сразу заняли крутой холм. Но вифинцы сразу атаковали их и обратили в бегство. Брат Архелая Неоптолем был отправлен на выручку отступавшим, но люди Никомеда продолжали наступление. Видя это, понтийский полководец с частью пехоты атаковал правый фланг, расстроенный из-за преследования беглецов. Преследование прекратилось, и тогда Архелай сам начал отступать, давая возможность Неоптолему и Аркафию вернуться на поле боя. После этого он направил на врага серпоносные колесницы, которые и решили исход боя. Никомед бежал в Пафлагонию, оставив победителям свой лагерь и казну. Вифинское войско после сопротивления сдалось в плен. Митридат пощадил пленников, и, дав денег на обратный путь, отпустил их домой.

### Захват Малой Азии
Римляне выбрали неудачное время для борьбы с понтийским правителем: в Италии не окончилась Союзническая война, а в самом городе шла борьба между сторонниками Гая Мария и Суллы. К Митридату прибыли представители италийских племён, предлагавших ему высадиться на их родине и идти на Рим. Но царь пообещал начать этот поход только после захвата Азии.
Маний Аквилий, встретившись с Никомедом, решил отступать в Пергам. Однако у Пахии он был разбит Неоптолемом и командиром армянской конницы Неманом, после чего бежал в город Митилена. Узнав об этом, отряды Кассия и Никомеда стали собираться у фригийского города Леонтокефалея. Но насильно призванные местные жители не горели большим желанием участвовать в войне, и Кассий распустил большую часть войска, после чего вместе с вифинским царём ушёл в римскую провинцию.
Дионис разделил свою армию на несколько отрядов, после чего начал покорение полуострова. Большая часть греческих городов без боя перешли под его власть, лишь несколько из них (Афродисий, Лаодикея на Лике) пришлось захватывать. К 88 году до н. э. были захвачены Вифиния, Пафлагония, Фригия, Мисия, Памфилия, Ликаония, Лидия, Иония, Кария, Галатия. Тем самым Евпатор смог осуществить мечту понтийских царей, которые с III века хотели воссоединить эти земли под единой властью. Своей столицей он избрал Пергам, куда перенёс резиденцию, и где начал чеканить царскую монету по особой пергамской эре. На этих монетах он использовал титулы Великий (др.-греч. Μέγας) и Царь царей (др.-греч. Βασιλεύς βασιλεῶν), последний из которых имел персидские корни.
Жители Эфеса тех, которые бежали в храм Артемиды и обнимали изображение богини, убивали, отрывая от статуй. Жителей Пергама бежавших в храм Асклепия и не желавших оттуда уходить, убивали стрелами, когда они сидели, обняв статуи богов. Адрамидтийцы, выйдя в море, убивали тех, которые собирались спастись вплавь, и топили в море маленьких детей. Жители Кавна, после войны с Антиохом ставшие подданными и данниками родосцев и незадолго до этого от римлян получившие свободу, оттаскивая от статуи Гестии тех римлян, которые бежали в храм Гестии в здании Совета, сначала убивали детей на глазах матерей, а затем и их самих, и вслед за ними и мужчин. Жители Тралл, не желая стать собственноручными исполнителями такого преступления, наняли для выполнения этого дела пафлагонца Феофила, человека дикого, и Феофил, собрав всех римлян вместе в храм Согласия, стал их там убивать и у некоторых, обнимавших статуи богов, отрубал руки.
Царь весьма милостливо относился к греческому населению покорённых земель, и стремился удержать оказываемое доверие. Увеличивались привилегии полисов, были освобождены рабы и прощены государственные и частные долги на пятилетний срок. В то же время происходил передел собственности, что вызвало недовольство у аристократии и зажиточных горожан, а назначаемые в города тираны также думали о простых людях. На случай восстания, рядом с ключевыми городами на царской земле располагались военные колонии-катойкии и клерухии, в которых жили понтийские воины.

### Эфесская вечерня
С римлянами Митридат выбрал иную тактику. Пленённый Квинт Оппий был вынужден сопровождать его в походах, а Люций Кассий был казнён, но самое жестокое наказание получил Аквилий, выданный митиленцами: Его, связанного, он всюду возил на осле, громко объявляя зрителям, что это Маний; наконец, в Пергаме велел влить ему в горло расплавленное золото, с позором указывая этим на римское взяточничество. Лишь Родос не признавал власти царя, и там укрылись Никомед и другие противники установившегося режима. Осенью 88 года остров подвергнулся штурму, но наварх Дамагор отбил его, после чего была установлена блокада.
В 88 году царь разослал по всем своим владениям приказ, в котором обязывал сатрапов и руководство городов спустя 30 дней уничтожить всех италиков, невзирая на возраст, пол и социальный статус. Их трупы было запрещено хоронить, доносчиков ожидала награда, а оказавших жертвам помощь — наказание. Рабы получали свободу, если убивали своих итальянских хозяев, а должникам прощалась половина долга. За время этого террора было убито 80 тыс. человек (или 150 тыс.), и этим шагом Митридат упрочил свой статус защитника эллинов. В мировой истории это событие сохранилось под именем Азиатской (или Эфесской) вечерни.

### Борьба за Грецию
Захватив Азию, Митридат решил присоединить к своим владениям и Грецию, обладать которой мечтали Ахемениды. Через Фракию и Македонию продвигалась армия под командованием Ариарата. Флот Архелая контролировал черноморские проливы, Киклады и Эвбею, а союзниками царя были Афины и многие греческие города. К 87 году ему удалось подчинить Аттику, Беотию, Македонию, Пелопоннес и Южную Фракию, а сам он превратился в правителя огромной державы, которая охватывала большую часть эллинистического мира Восточного Средиземноморья.
Осенью 88 до н. э. в Афины возвратился их посланник в Понте — Аристион, бывший предводителем антиримский партии. В знак особого расположения, Евпатор подарил ему перстень со своим резным портретом. Аристион созвал народное собрание, на котором было решено заключить союз с Понтийским царством, и он был выбран стратегом.
Эти новости вызвали ожесточение среди богатых колонистов и римских граждан, проживавших на острове Делос. Они отказались признавать власть Аристона, и тот попросил Митридата о военной помощи, и в 87 году до н. э. в Грецию отплыл двухтысячный отряд под командованием Архелая и Митрофана. Вожди римской партии Медий, Каллифонт и Филон Ларисский бежали, их сторонники — казнены или отосланы в Пергам. Делос вместе с казной храма Аполлона Делийского возвращался Афинам.
Но римляне не собирались так просто уступать свои земли. Легат наместника Македонии Бруттий Сурра под стенами Димитриады нанёс поражение стратегу Митрофану, до этого успевшему захватить остров Эвбея. После этого римлянин направился в Беотию, но трёхдневное сражение с Архелаем не выявило победителя, после чего он отступил в Македонию. Осенью 87 года на территории Греции высадились пять римских легионов под командованием Суллы, навстречу которому выдвинулось войско под командованием сына Митридата Аркафия. Но царский сын умер во время перехода, и легионеры вторглись в Беотию.
В сражении при Херонее понтийцы были разбиты, и после этого укрылись в Афинах. Часть римлян начала осаду города, остальные были направлены на штурм Пирея, но эта атака была отбита. После этого было решено начать долгосрочную осаду, ради успеха которой полководец был готов пойти на всё. Нуждаясь в деньгах для выплаты жалования и дереве для постройки осадных машин, Сулла направил своих людей в соседние храмы:
Кафис прибыл в Дельфы, но не решался прикоснуться к святыням и пролил много слез, оплакивая при амфиктионах свою участь. И когда кто-то сказал ему, что слышал, как зазвучала находящаяся в храме кифара, Кафис, то ли поверив этому, то ли желая внушить Сулле страх перед божеством, написал ему об этом. Но Сулла насмешливо ответил, что удивляется Кафису: неужели тот не понимает, что пением выражают веселье, а не гнев, и велел своему посланцу быть смелее и принять вещи, которые бог отдает с радостью
.
Сулла отправил своего помощника Луция Лициния Лукулла к Лагидам, Селевкидам и родосцам. С их помощью он смог собрать флот и начал активную борьбу в Эгейском море с понтийцами, благодаря чему Афины лишились доступа к морю. В городе начался сильный голод, а попытки Архелая прорвать блокаду окончились неудачей. Аристион отправил к Сулле послов, которые попытались облегчить участь города рассказами из его древней истории, связанные с Тесеем, Эвмолпом и Персидскими войнами. В ответ полководец сказал им: Идите-ка отсюда, милейшие, и все свои россказни прихватите с собой: римляне ведь послали меня в Афины не учиться, а усмирять изменников.
Римляне начали ночной штурм, и 1 марта вступили в город. Началась полномасштабная резня, а Аристион бежал в акрополь, где продержался несколько дней. Сулла распорядился казнить всех официальных лиц Афин и Аристиона, после чего вывез 40 фунтов золота и 600 фунтов серебра. После взятия города, полководец направил силы на штурм Пирея. В течение нескольких дней в ходе кровопролитных боёв римляне заняли большую часть порта, и Архелай с оставшимися войсками отплыл в Беотию, а потом в Фессалию. Взятие Афин обошлось Риму в 15 000—20 000 человек.
Достигнув Фермопил, понтийский стратег присоединил к своим силам войско Ариарата, после чего под его командованием оказалось 50 000 пехотинцев, 10 000 всадников и 90 боевых колесниц. Сулла также объединился с 6-тысячным легионом Гортензия, и командовал армией численностью 15 000 пехоты и 1500 кавалерии. После этого Архелай направился в сторону Фокиды, и встал лагерем у города Херонея, расположив войско между холмами, когда его настиг Сулла.
Понтийский военачальник направил в атаку кавалерию и колесницы, но это не увенчалось успехом. Тогда в атаку пошло всё войско. В первых рядах шла кавалерия, затем 15-тысячная фаланга, набранная из освобождённых македонских рабов, а затем италийские перебежчики, вооружённые по римскому образцу. Конница разбила римские ряды, и начала их окружение. Но Сулла вместе со всадниками и двумя когортами смог отбросить понтийских всадников, которые своим отступлением смешали ряды фаланги. Римская пехота начала прорубаться сквозь понтийские ряды, а большая скученность и ландшафт окончательно решили исход битвы. Из войска Архелая уцелело 10 000 человек, которые смогли достигнуть Халкидики, и оттуда продолжили набеги на побережье.
Весть о поражении в битве при Херонее заставило Митридата начать новую волну репрессий. Первой жертвой стало племя галатов, чьих тетрархов он пригласил к себе на пир. Варвары пришли со своими семьями, и большая их часть была убита прямо там. Потом настал черёд острова Хиос, чей корабль во время морской битвы случайно задел царское судно, а островитяне подозревались царём в сношениях с Римом. Полководец Зенобий собрал с жителей контрибуцию в размере 2000 талантов, а потом увёз их всех с родины на Чёрное море. Помимо этого он разослал шпионов в покорённые области, и активно поощрял доносы на противников царствующей персоны. Все эти вести вызвали восстания в ряде городов Малой Азии, и ухудшили отношение местного населения к Евпатору.
13 января 86 года до н. э. умер Гай Марий, и новым консулом стал Луций Валерий Флакк. Он был противником Суллы, и Сенат направил его в Грецию, а оттуда он решил двинуться к городу Византий. В 85 году до н. э. в Халкиде высадилась новая 80-тысячная понтийская армия под командованием Дориолая, соединившаяся с Архелаем. После этого Беотия снова перешла в руки Митридата.
Тогда Сулла, спрыгнув с коня и схватив знамя, сам кинулся навстречу врагам, пробиваясь сквозь толпу бегущих и крича: «Римляне, здесь, видно, найду я прекрасную смерть, а вы запомните что на вопрос: „Где предали вы своего императора?“ — вам придется отвечать: „При Орхомене“»
Сулла выдвинулся на встречу завоевателям, и битва между ними состоялась у Орхомена. Местом стала равнина, лишённая деревьев и простиравшаяся до болот. Сулла приказал копать ров перед своим лагерем, дабы лишить понтийскую кавалерию имевшихся преимуществ, но вражеская кавалерия разогнала римских землекопов. Преследуя их, всадники успели разгромить большую часть римского войска, и солдаты бросились в бегство. Сулла смог их остановить, и с помощью двух когорт с правого фланга смог отбросить кавалеристов. После этого римляне снова начали копать ров, что вынудило понтийцев начать новую атаку, которая была отбита. За один день понтийцы потеряли 15 000 человек.
На следующий день Сулла начал штурм вражеского лагеря, в ходе которого воины с обеих сторон проявили незаурядные героизм и мужество. Однако римляне смогли одолеть противника, и Архелаю пришлось бежать. В это время к Сулле прибыли представители римской аристократии, изгнанные из города его противниками, так что он колебался в вопросе продолжения войны.

### Дарданский мир
Митридат вышел навстречу Сулле и протянул ему руку, но тот начал с вопроса, прекратит ли он войну на условиях, которые согласованы с Архелаем. Царь отвечал молчанием, которое Сулла прервал словами: «Просители говорят первыми — молчать могут победители». Тогда Митридат, защищаясь, начал речь о войне, пытаясь одно приписать воле богов, а за другое возложить вину на самих римлян. Тут Сулла, перебив его, сказал, что он давно слыхал от других, а теперь и сам видит, сколь силен Митридат в красноречии: ведь даже держа речь о таких подлых и беззаконных делах, он без всякого труда находит для них благовидные объяснения.
Флакк решил переправиться через Босфор в Малую Азию, но потом в ходе ссоры был убит. Новый главнокомандующий Гай Флавий Фимбрия привлёк на свою сторону некоторые местные полисы, после чего разгромил армию под командованием сына Евпатора Митридата. Тот бежал к отцу в Пергам, а затем они были вынуждены оставить город под натиском римлян и бежать в Питану. Царь решил собрать собственный флот у этого порта, чтобы иметь возможность для отступления. В это время Лукулл смог привлечь на свою сторону Книд, Кос, Самос, захватил Хиос и Колофон, после чего находился рядом со ставкой понтийского монарха. Фимбрия просил его помочь в поимке Митридата, но Лукулл отказался помогать представителю другой политической партии. Таким образом царь смог избежать пленения, и прибыл на остров Лесбос.
Узнав об Орхоменском поражении, царь дал приказ Архелаю заключить мир на благоприятных условиях. Сулла всей своей душой был в Риме, но он желал возвратиться туда триумфатором, и поэтому выдвинул крайне жесткие условия: понтийский флот переходил под его власть, военные расходы оплачивал Понт, Митридат возвращал все свои завоёванные земли, пленников и перебежчиков. Стратег незамедлительно начал вывод войск, а об остальных пунктах решил узнать у своего повелителя. За это время легионеры разграбили земли энетов, дарданов и синтов, живших на границе с Македонией. Послы Диониса сообщили о его несогласии с потерей флота и уступкой Пафлагонии. Узнав это, Сулла отдал приказ о походе в Азию, и приказал Лукуллу готовить флот. Только личное участие Архелая смогло убедить его повелителя согласиться на мир.
В августе 85 года до н. э. главы противоборствующих сторон встретились у малоазийского города Дарданы. Суллу сопровождали четыре когорты пехоты и 200 всадников, Митридата — 20 тыс. гоплитов и 6 тыс. кавалеристов. Оставив спутников, они пришли к следующим условиям: Понт отдавал Сулле 3000 талантов и 80 триер, провинция Азия возвращалась к Риму, а Вифиния и Каппадокия обретали свой прежний статус. Малоазийские города получали амнистию, а некоторые из них (Хиос, Родос, Илиум, Магнезия-на-Меандре, несколько ликийских и карийских поселений) за сопротивление понтийцам наградили титулом Друзей римского народа. Стороны отказались от письменной копии договора. После этого Сулла разгромил войска под командованием Фимбрии и возвратился в Рим, а Дионис направил войска в Боспор и Колхиду, отделившихся от его владений за время войны. Римский государственный деятель весьма активно занялся восстановлением довоенной ситуации в регионе. Для восстановления царей был направлен Гай Скрибоний Курион, а Пафлагония была разделена между местным царём Пиломеном и Атталом. Все реформы Евпатора были отменены.

## Вторая Митридатова война
Несмотря на декларируемую сторонами обязанность соблюдать неписаные условия мирного договора, нарушения были с обеих сторон. Бойцы Митридата не покинули несколько каппадокийских крепостей, а Сулла жестоко обошёлся с полисами, поддержавшими понтийцев.
Вместо покойного Аквилия, Сулла оставил Луция Лициния Мурену вместе с двумя легионами. С отплытием своего патрона, тот начал готовиться к войне с Понтом, к чему его побуждал Архелай, оскорблённый своим повелителем и опасавшийся за свою жизнь. Перебежчик и многие советники предлагали провести нападение на Синопу, где располагалась царская резиденция. Но легат решил атаковать центральные области Понта, и осенью 82 года до н. э. воины наместника вторглись в поселение Команы, а сославшимся на мирный договор понтийцам их лидер ответил, что этого договора не видал. После разграбления окрестностей, он вернулся к Ариобарзану на зимовку.
Митридат незамедлительно отправил послов в римский сенат с жалобой на беспредел наместника. А тот в это время форсировал реку Галис, и начал грабить понтийскую область Тетракосиокомум («Долину четырёхсот селений»). После этого римляне направились домой — в Галатию и Фригию. В Азии Мурену встретил посланник Калидий, объявивший о повелении сената не нападать на понтийского царя, с которым заключён договор. Но Луций не отказался от своих намерений, и вновь направился по знакомому направлению.
Евпатор решил, что Рим официально начал новую войну, и приказал Гордию разграбить деревни на другом берегу Галиса. В этом месте расположился лагерем и Мурена, но схватка не началась до прихода войска с царём во главе. Более многочисленные понтийцы разгромили противника, и Луций бежал во Фригию. После этого Каппадокия в который раз была очищена от римских гарнизонов, а Дионис в знак благодарности принёс обильные жертвоприношения Зевсу-Воителю.
Вести из Азии вынудили Суллу отправить туда Авла Габиния с повторным приказом не начинать войну с царём Понта, и примирить его с Ариобарзаном. Эта операция прошла весьма успешно: Митридат выдал за последнего свою четырёхлетнюю дочь, на основе чего контролируемая им часть Каппадокии так и не перешла в руки зятя.

## Третья Митридатова война

### Подготовка
После окончания Второй митридатовой войны, весной 80 г. до н. э. царь во главе флота отправился в Боспор, чьё население взбунтовалось против его власти. Сломив сопротивление местного населения, Митридат назначил правителем этой области своего сына Махаpa. Вслед за этим он ещё раз попытался подчинить себе приморские племена побережья Северного Кавказа: зихов, гениохов и ахейцев. Но в боях с ними в условиях холодной зимы Дионис потерял две трети своего войска, и ему пришлось вернуться в Понт. В Синопе он вызвал к себе сына Митридата, управлявшего Колхидой. Он казнил его, подозревая в сепаратистских настроениях. Колхида после этого была, вероятно, отдана в управление Махару.
После этого в Рим были направлены послы для ратификации мирного договора о дружбе и сотрудничестве. Там же оказались послы Ариобарзана, которому тесть не вернул часть земель, хотя он и оставил север Каппадокии. Однако переговоры ни к чему не привели.
Не достигнув гармонии с Римской республикой, Митридат решил достичь преимущества в готовящемся конфликте. В 77 г. до н. э. по его совету царь Армении Тигран II совершил грабительский набег на Каппадокию, и вывел оттуда около 300 000 человек. Их поселили в окрестностях столицы Тигранакерта. Посольства к скифам, сарматам, фракийцам и бастарнам заключили с ними договоры о дружбе и союзе. Сторону царя приняли средиземноморские пираты, которые со своих баз в Киликии, Кипре и Крите организовывали нападения на италийские поселения и порты.
Ответ Сертория изумил Митридата; сохранилось предание, что он обратился к друзьям со следующими словами: «Какие же требования предъявит к нам Серторий, воссев на Палатинском холме, если теперь, загнанный к самому Атлантическому морю, он устанавливает границы нашего царства и грозит войной, если мы попытаемся занять Азию?».
Параллельно понтийский монарх начал переговоры с Квинтом Серторием, организовавшим восстание в римской части Испании. Понтийские послы Фанний и Магний сообщили условия альянса: в обмен на 3000 талантов и 40 кораблей необходимо признать права их повелителя на провинцию Азия, которая по Дарданскому миру осталась за Римом. Все члены совета призвали своего лидера подписать договор, но Квинт согласился лишь на сдачу Вифинии, Каппадокии и Пафлагонии, никогда не принадлежавшие Риму и привыкшие к царской власти. Но провинцию Азия он признавал за своим отечеством.
Взамен в Понт прибыл бывший сенатор Марк Марий, в чью компетенцию входило переустройство и переобучение понтийских войск по римскому образцу. Было проведено перевооружение, хотя оно коснулось только пехоты. Параллельно шла активнейшая вербовка наёмников и привлечение рекрутов из подвластных племён, в армию Диониса входили халибы, левкосиры, ахейцы, гениохи, тавры, скифы, язиги, царские савроматы, кораллы, фракийцы, бастарны и галаты. К 74 году до н. э. царь обладал войском из 120 000—150 000 пехотинцев, 12 000—16 000 всадников и 120 серпоносных колесниц. Флот мог выставить 300—400 триер.

### Начало войны
Осенью 74 г. до н. э. скончался Никомед Филопатор, в своём завещании передавший Вифинию во власть Римской республики. Однако у покойного были дети от брака с Ниссой (сын Ликомед и дочь Нисса), которых из-за её измены он объявил незаконными. Митридат встал на защиту прав внучатого племянника на престол, и к 73 г. до н. э. города Вифинии и Мизии признали новую власть.
Параллельно полководец царя Диофант снова оккупировал Каппадокию, тем самым прикрыв Понт с юга и обеспечив сообщение с киликийскими пиратами. Часть понтийской армии, во главе с Эвмахом и Марком Марием, вторглась во Фригию и Пергам, где многие города перешли на их сторону. Но из-за сопротивления галатов и немногочисленных римских отрядов (одним из которых командовал Гай Юлий Цезарь) бои в Пергаме шли с переменным успехом.
Командующим римскими войсками в провинции Азия был назначен Луций Лициний Лукулл, в то время как армией в Вифинии управлял консул Аврелий Котта. Последний и стал целью Митридата, блокировавшего его в городе Халкидон как с суши, так и с моря. Аврелий не стал дожидаться помощи Лукулла, и в ходе сражения его армия была полностью разбита, около 8 000 воинов остались на поле боя. После этого городская гавань была взята понтийскими войсками приступом, в ходе которого их потери составили 730 человек. Римляне потеряли 5300 человек убитыми и 4500 пленными, было потеряно 64 корабля (4 сгорело, а 60 были захвачены).
В это время претор Марк Антоний был направлен на борьбу с пиратами. Подойдя к Криту, он потребовал у местных жителей прекратить оказывать помощь морским разбойникам и Понтийскому царству. Получив отказ, римляне сошлись с критскими моряками в морской битве, которую проиграли. Привязав пленных римлян к парусам и якорным цепям, островитяне вернулись в свои гавани. Претор был пленён, и умер спустя два года.

### Перелом
С лета 73 г. до н. э. внимание царя привлёк приморский город Кизик, один из вернейших союзников римлян в регионе. Захват этого города, обладавшего 2 гаванями и 200 корабельными доками, мог оказать существенное влияние на дальнейший ход войны. Понтийцы сразу захватили азиатские предместья, после чего частично переправились на остров Кизик. Таким образом осада велась с моря и суши. На помощь осаждённым прибыл Лукулл с 30 000 пехотинцами и 1600 всадниками, что было гораздо меньше армии Понта.
Представитель Сертория Люций Магий, зная об убийстве своего лидера, вёл тайные переговоры с Лукуллом. Получив от него гарантии безопасности, он убедил Митридата не препятствовать римлянам, когда те занимали гору рядом с городом. Овладев ей, они смогли блокировать подвоз провианта в понтийский лагерь по суше.
С учётом этих событий, царь решился на крупномасштабный штурм Кизика. Имея численное преимущество, понтийцы отделили гавань двойной стеной и окружили рвами остальные районы. Были созданы многочисленные насыпи и изготовлены осадные машины, башни, «черепахи» для таранов. Перед атакой на кораблях были подвезены 3000 пленных горожан, которые умоляли пощадить их и сдать город. Но командовавший обороной Писистрат велел со стены объявить о том, чтобы они терпеливо несли свою участь, раз попали в плен.
Тем не менее многочисленные атаки не смогли изменить положения осаждённых. Зима лишила связи с морем, и в армии Митридата начался массовый голод, а потом и чума. Царь надеялся взять Кизик с помощью подкопов, но горожане смогли уничтожить их. После этого ночью Евпатор бежал на кораблях в Парос, направив войско в Лампсак, сильно поредевшее из-за перехода через разлившуюся реку Эсеп и нападений отрядов Лукулла.
Войска римлян быстро овладели Вифинией, а флот, разгромив понтийцев в Эгейском море, смог выйти в Понт Эвксинский. Митридат расположил гарнизоны в сопредельных городах, после чего отошёл к городу Кабира во внутренних районах Понта. Оттуда он разослал послов к Тиграну, своему сыну Махару и скифам, параллельно стягивая войска и вербуя местное население.
К зиме 72 года до н. э. государь смог собрать войско из 40 000 пехотинцев и 4000 всадников, и весной 71 года римляне вторглись в Понт. В битве при Кабире из-за самонадеянной атаки понтийской кавалерии римляне смогли одержать победу. Царь решил отступать в Коману, а прибыв в город отправил своего евнуха Вакхида в Евпаторию с приказом убить своих сестер, жен и наложниц, так как считал эту войну проигранной. Среди убитых оказались его сестры Роксана и Статира и две жены — Береника и Монима. После этого войска Лукулла занялись осадой многочисленных понтийских городов и крепостей, которая продолжалась с 71 по 70 гг. до н. э. В это время Митридат находился в Армении, у своего зятя Тиграна II.

### Вступление в войну Армении
Зимой 71/70 годов до н. э. Лукулл отправил посла в Армению, требуя выдачи Митридата. Тигран ответил отказом, а в случае войны обещал дать отпор. Римский полководец вынужден был готовиться к новой войне. К 69 году до н. э. римляне взяли последние понтийские города, сопротивлявшиеся им — Гераклею, Синопу и Амасию. Между тем Митридат уже год и восемь месяцев провёл у армянского царя, но последний так и не встретился с ним лично. Теперь угроза войны с Римом заставила Тиграна согласиться на встречу с Митридатом. После трёхдневных переговоров армянский царь предоставил ему 10 тысяч всадников, с которыми он двинулся к понтийской границе. Однако Лукулл опередил союзников.
Армянский царь не ожидал, что римляне нападут первыми, и вестнику, сообщившему об их вторжении, приказал отрубить голову. После того, как его придворный Митробарзан сообщил о том, что римляне вступили в Армению, он был отправлен с двумя тысячами всадников и многочисленной пехотой навстречу Лукуллу. Армяне потерпели поражение, а Митробарзан погиб.
Поражённый разгромом Митробарзана, Тигран направился вглубь Армении собирать новые войска. Богатый город Тигранакерт был осаждён Лукуллом. Тигран просил о помощи союзников и вассалов. Понтийцы Таксилл и царь Митридат советовали Тиграну уклоняться от сражения и изматывать римлян набегами конницы, но армянский царь решил дать сражение у Тигранакерта. Увидев малочисленное римское войско, царь заметил: «Если это послы, то их много; если же враги, то их чересчур мало». Несмотря на численное превосходство, армяне были разгромлены.
После этого Митридат пришёл к Тиграну и получил верховное командование в этой войне. Он собрал многочисленное войско, состоявшее в основном из армян. Между тем Лукулл овладел Тигранакертом и решил привлечь на свою сторону парфян, чтобы они напали на Великую Армению, но парфяне отказались. Лукулл собирался начать поход в Парфию, но бунт солдат заставил его отказаться от этого намерения. Тогда римский полководец двинулся к старой столице Армении, но на подступах к Артаксату был разгромлен Тиграном.
Потерпев поражение в 68 году при попытке взять Артаксат, римляне были оттеснены в Месопотамию.
По сообщению Плутарха дальнейшему продвижению римлян помешала рано наступившая зима, в соответствии с информацией, сообщаемой Дионом Кассием, римляне отступили из огромного числа погибших и раненных солдат. Лукулл повернул назад и взял Нисибис, где и встал лагерем на зиму.
Само сражение и его ход оцениваются античными историками по-разному. Некоторые античные авторы сообщают о победе римлян, по сообщению других греко-римских авторов, римская армия потерпела сокрушительное поражение, однако, все они (в частности, Дион Кассий, Плутарх) сходятся в том, что занять «армянский Карфаген» — Арташат Лукуллу не удалось, а римской армии пришлось повернуть назад и начать отступление из Армении. 
Так, по сообщению Диона Кассия, в этом сражении римская армия была фактически разгромлена, понеся огромные потери. Многие солдаты погибли, а остальные раненые в любом случае были изувечены, из-за чего Лукулл оказался вынужденным начать отступление в Нисибин (в Месопотамию). Само сражение, по сообщению Диона Кассия, началось с тяжелой битвы римской и армянской кавалерий, далее армянская кавалерия, не вступая в рукопашную, подвергла римскую пехоту обстрелу отравленными стрелами со слабоприкрепленными наконечниками, которые при попадании практически нельзя было изъять из тела. Фактически армянская армия предвосхитила свойственную восточным армиям тактику, в соответствии с которой тяжелая кавалерия уничтожает конницу противника, добивая пехоту стрельбой из луков.
Далее Диона Кассий сообщает о том, что по сути произошло обрушение и фрагментация римского фронта в регионе: сам Лукулл отступил в Месопотамию; другой римский военачальник Луций Фанний до получения помощи был окружен и осажден Тиграном;перебежчик Манкей, командовавший греческим гарнизоном Тигранокерта, и открывший ворота столицы римлянам, бежал в Киликию, оставив Лукулла; нарушилось управление и связь между Лукуллом и войсками позднее разгромленных Фабия, Триария,  расквартированных в Малой Азии, и Манцием Рексом, чья армия находилась в Киликии (последний отказав в помощи Лукуллу, позже пытался дать сражение Тиграну, идущему на марше, однако потерпел поражение).    
Дион Кассий сообщая о тяжелом поражении Лукулла под Арташатом, пишет следующее:

В этом сражении вражеская конница задала римской тяжелую работу, но никто из врагов не приблизился к пехоте; действительно, всякий раз, как пехотинцы Лукулла шли с конницей, враг обращался в бегство. Не получая никакого ущерба, они, тем не менее, продолжали стрелять назад в преследователей, убивая некоторых на месте и серьезно раня многих. (2) А эти раны были опасными и трудно излечимыми, поскольку они использовали двойные наконечники для стрел, еще и смазывая их ядом, так что стрелы, если они застревали где-то в теле или даже были извлечены, вскоре убивали, так как второй наконечник, будучи плохо закрепленным, оставался в ране. Поскольку многие получили ранения и некоторые из них умерли, а остальные в любом случае были изувечены, и поскольку запасы провианта подходили к концу, Лукулл ушел с этого места и повел армию к Нисибису
Плутарх сообщая о победе римлян на поле боя, и объясняя римское отступление в Месопотамию  из-за рано наступивших холодов, так же пишет о начавшемся бунте среди римских солдат, отказе дальнейшего наступления на Арташат, утрате Лукуллом контроля и управления над войсками. Описывая ход сражения, Плутарх, в отличие от Диона Кассия, повествует по сути о том, что Тигран применил эллинистическую военную тактику, основанную на использовании фаланги и последующего удара кавалерии. Он сообщает, что Тигран призвал самые воинственные племена своего царства - иберийских копейщиков, мардийских (мидийских) конных лучников. Войском, вставшим против римлян, командовали три царя: сам Тигран Армянский, Митридат Понтийский и атропатенский царь (вероятно, зять и вассал Тиграна - царь Митридат Мидийский). Плутарх пишет о том, что при римском кличе Митридат Понтийский бежал с поля боя, а иберийские копейщики не оправдали надежд Тиграна, также бежав с поля боя после первой стычки с римлянами. Далее в бой вступила бронированная кавалерия Тиграна, чьим грозным видом и численностью Лукулл был устрашен, отозвав свою конницу. По версии Плутарха, в последующем сражении римляне сразу атаковали атропатенские силы, обратив их в бегство, сражение же продлилось до поздней ночи, пока римляне уничтожали противников и брали пленных, в том числе знатных. 
Тем не менее, далее и Плутарх сообщает об утрате контроля Лукуллом над войсками и начале бунта в войсках из-за попыток принудить дальше вести наступление на Арташат, и сообщает следующее:

Поэтому после сражения они всего несколько дней шли за Лукуллом, а затем начался ропот. Сначала они обращались к нему с просьбами через военных трибунов, но затем их сходки стали уже более буйными, и ночью они кричали по своим палаткам, а это служит признаком близкого бунта в войске. И хотя Лукулл перепробовал множество настоятельных увещаний, упрашивая их запастись терпением, пока не будет взят «армянский Карфаген» и стерто с лица земли это творение злейшего врага римлян (он имел в виду Ганнибала), ничто не помогало, и он вынужден был повернуть назад. На обратном пути он перешел через Тавр другими перевалами и спустился в плодородную и теплую страну, называемую Мигдонией. В ней находится большой и многолюдный город, который варвары зовут Нисибидой, а греки — Антиохией Мигдонийской
Поражение римлян под Артаксатой в 68 году создало предпосылки для нового похода в Малую Азию, в результате которого Тигран II освободил многие владения Понтийского царства.

### Контрнаступление Тиграна и Митридата
Зимой 68/67 года до н. э. Митридат с 4 000 понтийцами и 4 000 армянскими всадниками вступает на территорию Понта. Он с ходу атакует легата Флавия Адриана и в двухдневном сражении наносит поражение римлянам, которые отступают в Кабиру. Последних спасло от разгрома лишь ранение царя. Пока скифские лекари лечили его, к римлянам подошло подкрепление под командованием Гая Валерия Триария. После нескольких стычек обе армии разошлись на зимние квартиры.
Весной 67 года до н. э. Лукулл двинулся в Понт, оставив Армению. Узнав об этом, Митридат перешёл в наступление на Триария. В битве при Зеле римляне потерпели тяжёлое поражение. Однако и на этот раз римлянам помог случай: раб-римлянин ранил Митридата, и на время натиск понтийцев был приостановлен.
После изгнания из Армении, уже на территории Малой Азии, как сообщает Дион Кассий, потерпел поражение от войск Тиграна и его вассалов сам Лукулл. В этом сражении против Лукулла войском командовал зять и вассал армянского царя Митридат Мидийский («другой Митридат из Мидии», как его обозначат Дион Кассий).
Дион Кассий об этом поражении Лукулла сообщает следующее:

В этот момент прибыл Лукулл, и некоторым казалось, что он легко победит Митридата и отвоюет утраченное, однако он ничего не добился. (2) Митридат, окопавшийся на высоте около Талауры, не желал выходить против него, а другой Митридат из Мидии, зять Тиграна, внезапно напал на римлян, пока они были рассеяны, и многих перебил; также было объявлено о приближении Тиграна, и в армии поднялся бунт
По свидетельству Апиана и Плутарха, других античных авторов Тигран в этом походе вновь опустошает Каппадокию, уводя множество пленных.
О данных событиях и катастрофическом положении Лукулла и римских войск Плутарх сообщает следующее:

Ему пришлось мириться с тем, что Тигран опустошает Каппадокию, что к Митридату вернулась прежняя дерзость — к Митридату, о котором он доносил сенату, что с ним покончено! После этого донесения из Рима были отправлены должностные лица в количестве десяти человек для устройства дел в Понте, как в стране окончательно покоренной, а когда они явились, им пришлось убедиться, что Лукулл даже над самим собою не властен — им, как хотят, помыкают его солдаты
Таким образом, после поражения Лукулла в Армении и последовавшего контрнаступления Тиграна, все прежние победы Лукулла над Митридатом оказались бесплодными, завоевания утраченными. Сенат также был недоволен этим и снял с должности потерпевшего поражение и утратившего контроль над армией Лукулла, назначив на его место консула Мания Ацилия Глабриона и объявил о демобилизации солдат. Известие об этом окончательно подорвало дисциплину в войсках. Однако Глабрион также ничего не добился и вернул управление войсками Лукуллу, а тот в свою очередь передал командование Помпею.
Впрочем, положение самого Митридата было гораздо хуже, чем в начале войны. Он окончательно потерял западнопонтийские города, Боспор и Колхида отпали от царя. Понтийские же города были разорены. Экономическое положение Понтийского царства оставалось тяжёлым. Поэтому Митридат отправил послов к новому командующему, Гнею Помпею, с мирными предложениями. Однако тот потребовал безоговорочной капитуляции. Принять такие условия Митридат не мог и вынужден был готовиться к новой кампании.

### Война с Помпеем
Весной 66 года до н. э. Помпей вступил в командование и начал готовиться к наступлению. Для того, чтобы получить время для сбора войск, он отправил послов к Митридату и парфянскому царю Фраату. В это время при дворе парфянского царя жил сын Тиграна, Тигран Младший, пытавшийся захватить власть в Армении, но потерпевший поражение и бежавший в Парфию. Тот факт, что он был сыном Тиграна от Клеопатры, дочери Митридата Евпатора, вызвал ухудшение отношений между армянским и понтийским царями. Учитывая это, Фраат решил заключить союз с римлянами и напасть на Армению
Получив отказ Митридата от безоговорочной капитуляции, Помпей выступил против него с 40—50-тысячной армией. Силы Митридата составляли 30000 пехотинцев и 3000 всадников. Первое столкновение между всадниками Помпея и Митридата закончилось в пользу римлян. Понтийский царь был вынужден отступить. У горы Дастейра Митридат остановился и укрепил свой лагерь. Помпей осадил его лагерь, в понтийском лагере начался голод, но через 45 дней понтийцам с помощью хитрости удалось уйти. Римляне нагнали Митридата на третий день и отрезали ему путь к отступлению. На следующий день Помпей пошёл в наступление. Вследствие неорганизованности и отсутствия дисциплины понтийцы потерпели сокрушительное поражение.
Митридат бежал с тремя всадниками в крепость Синорию, где вскоре собрались 3000 воинов. При приближении римлян он взял свою казну, хранившуюся в этом городе, и в очередной раз попытался бежать в Армению. Однако Тигран приказал схватить послов Митридата, а за его голову назначил награду в 100 талантов. Тогда Евпатор решил отступить в Колхиду. Сам он двинулся к Диоскурии, а часть войска оставил в небольших крепостях, чтобы задержать наступление противника. Между тем Помпей в Армении соединился с отрядом Тиграна Младшего, и объединённые войска продвигались к Арташату. Однако армянский царь прибыл в лагерь Помпея и снял перед римским полководцем тиару, а тот предложил довольно мягкие условия мира, по которым царь обязался выплатить контрибуцию и оставался править собственно армянскими землями.
После этого римский полководец двинулся в погоню за Митридатом. Однако от этого его отвлекли нападения местных племён — албанов и иберов. Между тем понтийский царь был уже вне его досягамости, за Кавказским хребтом. Убедившись в этом, а также получив известие о восстании албанов в тылу, Помпей повернул на юг.

## Смерть
Из Диоскурии Митридат двинулся вдоль побережья на север. Живущие там племена, в основном, не чинили ему препятствий и пропустили через свою территорию. Заключив союз с вождями племён к востоку от Крыма, он двинулся на Боспор. Получив известие об этом, мятежный сын Митридата, Махар, бежал из Пантикапея и покончил жизнь самоубийством.
К лету 65 года до н. э. Митридат вернул себе Боспорское царство. Он отправляет послов к Помпею с мирными предложениями, но тот снова потребовал безоговорочной капитуляции. Митридат начинает масштабные приготовления к новому походу против римлян. Однако сельское хозяйство, ремёсла и торговля Боспора находились в упадке из-за морской блокады римлян. Митридат, подражая Ганнибалу, надеялся вторгнуться в Италию через земли союзных ему сарматов, даков и галлов, по пути набирая среди них огромную армию для вторжения.
Увидав некоего Битоита, начальника галлов, Митридат сказал: «Большую поддержку и помощь твоя рука оказывала мне в делах войны, но самая большая мне будет помощь, если ты теперь прикончишь мою жизнь; ведь мне грозит быть проведённым в торжественном шествии триумфа, мне, бывшему столь долгое время самодержавным царём этой страны, я не могу умереть от яда вследствие глупых моих предохранительных мер при помощи других ядов. Самого же страшного и столь обычного в жизни царей яда — неверности войска, детей и друзей — я не предвидел, я, который предвидел все яды при принятии пищи и от них сумел уберечься».
К осени 64 года до н. э. войско Митридата достигло 36 тысяч человек. Но боспоряне и ветераны Митридата не хотели продолжения войны и дальнего похода в Италию. Понимая шаткость своего положения, Митридат начинает расставлять в городах варварские гарнизоны, но это окончательно подрывает доверие боспорян к нему. Первой восстала Фанагория, затем отказались подчиниться Митридату Херсонес, Феодосия, Нимфей. В Фанагории народ осадил и поджёг городскую крепость, где находились дети царя — Артаферн, Дарий, Ксеркс, Оксатр и Эвпатра. Все они сдались толпе, лишь дочь Клеопатра оказала сопротивление и смогла с помощью отцовских кораблей покинуть город. В августе 2013 года в ходе раскопок, проведённых российскими археологами, в Фанагории на месте акрополя были найдены следы пожара и мраморная надгробная плита, посвящённая наложнице царя Гипсикратии, судя по всему погибшей во время народных волнений.
Тем временем в окружении Митридата зрел заговор в пользу его сына Фарнака. Заговор был раскрыт, Фарнак схвачен, но после уговоров стратега Менофана царь отпустил сына. После этого Фарнак решается на открытый мятеж против отца. Местное войско вместе с римскими перебежчиками в Пантикапее восстало в пользу его сына, которого даже успели короновать вместо диадемы пурпурной лентой, взятой из храма. Пытаясь избежать пленения, правитель принял яд, но тот не подействовал из-за выработанного с детства иммунитета. Тогда Митридат попросил своего телохранителя и друга галла Битоита убить себя мечом.
Весть о гибели его противника настигла Помпея во время похода на Петру, и очень сильно обрадовала римское войско. Возвратившись в Амис, полководец получил дары от Фарнака, среди которых были трупы представителей царской династии и самого Митридата. Тело царя сильно повредилось при бальзамировании из-за оставленного в нём мозга, так что его личность смогли установить только по боевым шрамам. Помпей не решился взглянуть на монарха, и приказал отослать труп в Синопу.

## Наследие
Митридат VI всю свою жизнь продолжал политику своих предков, стремившихся вернуть власть над потерянными в прошлом землями, для чего выставлял себя защитником эллинизма. Но на этом пути его ждал неизбежный конфликт с Римской республикой, готовясь к которому Евпатор на словах оставался её верным другом и союзником. В ходе внутренней политики он активно расширял владения полисов и их привилегии как в своих владениях, так и на завоёванных территориях. Этим он привлекал к себе средний и малоимущий класс горожан, отталкивая от себя аристократию. Борьба с ней и грядущие войны заставляли его сделать своей основой царское землевладение, для чего рядом с городами размещались военные поселения и колонии, а в самих поселениях начинали править верные царю тираны и сатрапы. Претворение этих шагов отвернуло от Митридата население античных полисов, увидевшие его основным приоритетом лишь захват новых земель.
Созданная Митридатом держава с самого начала была обречена на недолговечное существование, ибо её единственным скрепляющим элементом была фигура царя. Помимо этого ему так и не удалось обрести по настоящему верных союзников, а недооценка Рима оставляла единственным исходом вооружённое противостояние. В военном плане Евпатору удавалось побеждать только схожие по типу армии малоазийских правителей и ополчения римской провинции Азия, но против профессиональных легионов его войско ничего не могло сделать.
Чтобы исключить возможную угрозу со стороны Понта, часть земель перешла в собственность римской провинции Вифиния-Понт, остальные владения в Малой Азии доставались ставленникам республики, не имевшим никакой связи с Митридатидами и Ахеменидами (пафлагонские династы, галатские тетрархи). Фарнаку II доставались только Боспорское царство и Херсонес Таврический за исключением Фанагории, ставшей независимым городом. Помпей не отказался от политики своего врага по отношению к полисам: он отдал им большую часть царских земель и налогов, и одновременно вводил должность цензора, следившего за органами местного самоуправления. Но имя Митридата осталось в памяти местного населения, поддержавшего в 48 году до н. э. неудачную попытку Фарнака II вернуть себе владения отца в Малой Азии.

## Личность
Митридат VI Евпатор отличался противоречивым характером, соединяя в себе черты подвластных народов: любовь к искусству и образованность сочеталась в нём с восточным коварством и беспощадной жестокостью к своим противникам. Обладая необычайной физической силой, он мог на равных соревноваться с профессиональными воинами, всадниками и колесничими.
Митридат отличался болезненной подозрительностью и считал себя окружённым заговорщиками. По его приказу были убиты его сыновья Ариарат и Ксифар, несколько жён и дочерей, а в течение царствования Евпатора против его власти выступали сыновья Махар и Фарнак.
Царь выделялся своей образованностью. Знание языков всех народов Понтийского царства (22-25 различных наречий) позволяло ему свободно общаться со своими подданными. Ещё в юности Митридат начал изучать ядовитые растения, благодаря чему смог выработать иммунитет к их действию. Также царь был серьёзным коллекционером, особое внимание уделяя геммам, хотя в его коллекции находились ложе Дария Великого и плащ Александра Македонского. Помимо этого он увлекался эллинистической культурой и музыкой.
Митридат VI имел сразу два прозвища: Евпатор (др.-греч. Εὐπάτωρ) — «рождённый славным отцом», и Дионис (др.-греч. Διόνυσος). Последнее имя обязано случаю из раннего детства царя: в его колыбель ударила молния, зажёгшая пелёнки, но не навредившая младенцу. Это напоминало миф о древнегреческом боге Дионисе, а на память об этом происшествии у правителя остался маленький шрам на лбу.

## Религия
Митридат хорошо разбирался в религиозных обрядах греков, хотя сам до конца жизни исповедовал зороастризм. Есть сведения, что он поклонялся Зевсу-Воителю, возжигая костры на вершине холмов.

## Семья
У Митридата VI Евпатора было несколько жён и наложниц, от которых у него было ряд детей, чьи имена указывали на греческое и персидское происхождение их отца.
1. Первой женой правителя была его собственная сестра Лаодика. Брак продлился с 115/113 по 90 год до н. э., и дал несколько детей:
  - Сыновья: Митридат, Аркафий, Махар и Фарнак II.
  - Дочери: Клеопатра Понтийская (иногда называемая Клеопатрой Старшей чтобы отличать её от младшей сестры) и Дрипетина (уменьшительная форма от персидского имени Дрипетида).
2. Вторая жена — знатная македонка Монима. Она была супругой царя с 89/88 до 72/71 года н. э. От этого брака родилась:
  - Дочь: Афинаида, ставшая женой царя Каппадокии Ариобарзана II.
3. Третья жена — гречанка Береника, являвшаяся женой царя с 86 по 72/71 до н. э.
4. Четвёртая жена — гречанка Стратоника, бывшая супругой Митридата с 86 по 63 до н. э.
  - Сын: Ксифар.
5. Пятая жена, чьё имя неизвестно.
6. Шестая жена — Гипсикратия.

Одной из наложниц правителя была принцесса галатских кельтов Адобогиона, от которой родились Митридат Боспорский и дочь, названная в честь матери.
От наложниц у Митридата были следующие сыновья: Кир, Ксеркс, Дарий, Ариарат, Артаферн, Оксатр, Феникс (сын Митридата от служанки сирийского происхождения) и Эксиподрас. Дочерьми от наложниц царя были: Ниса, Эвпатра, Клеопатра Младшая, Митридатисса и Орсабарис. Ниса и Митридатисса были просватаны за представителей династии Птолемеев: царя Египта Птолемея XII Неоса Диониса и его брата — правителя Кипра Птолемея. Но они так и не смогли увидеть своих избранников, так как дочери Евпатора погибли вместе с ним самим.
После захвата Понта в 63 году до н. э. войсками Помпея, находившиеся там родственники Митридата (дети, жёны, сёстры, любовницы) были убиты. Плутарх в жизнеописании римского полководца указывает, что спустя два года во время триумфального возвращения войск в Рим, вместе с ним были сестра и пятеро детей Евпатора.
Греческий аристократ и первосвященник Катаонии Архелай являлся потомком Митридата VI. Он считал себя сыном понтийского правителя, но хронологически мог быть лишь его внуком. Отцом Архелая мог стать понтийский полководец, за которого была выдана царская дочь.

## В культуре
- Гай Саллюстий Крисп «Письмо Митридата»
- Жан Расин, трагедия «Митридат» (1673).
- Алессандро Скарлатти, опера «Митридат Евпатор» (1707).
- Вольфганг Амадей Моцарт, «Митридат, царь Понтийский», опера на сюжет трагедии Расина (1770).
- Немировский А. И. «Пурпур и яд» (1973)
- Полупуднев В. М. «Митридат» (1973)
- Клугер Д. М. «Жёсткое Солнце» (1989)
- Колин Маккалоу «Битва за Рим» (1991)
- Бродский И. А. «Каппадокия» (1993)
- Анчаров М. Л. «Самшитовый лес» (1994)
- Поротников В. П. «Митридат» (2001)
- Кесмеджи П. А. «Митридат Евпатор» (2011)

## Память
- В честь Митридата Евпатора названа гора Митридат в Керчи и город Евпатория в Крыму[121].